# Will Sheff

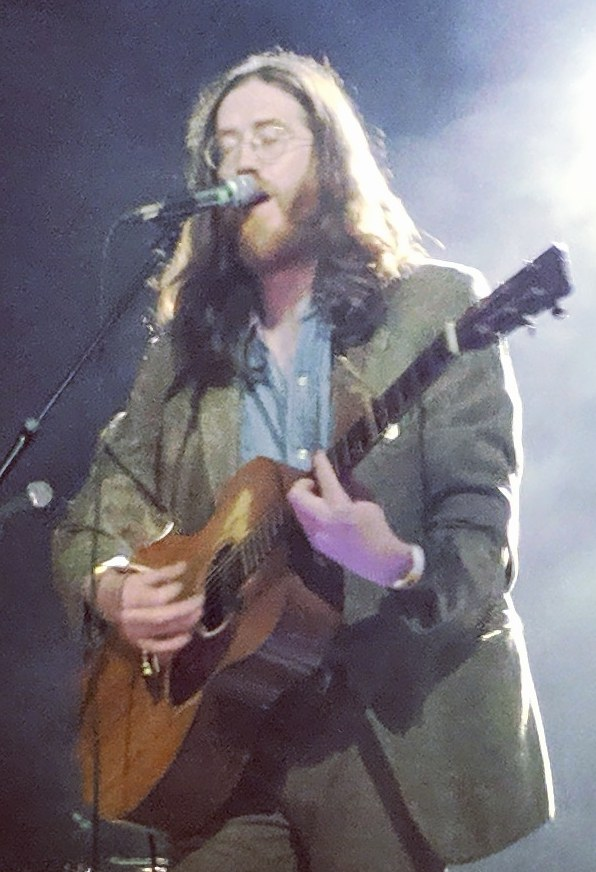
Sheff bei einem Auftritt, 2019

Will Sheff (* 7. Juli 1976 in New Hampshire) ist ein US-amerikanischer Gitarrist und Sänger aus Austin, Texas und Frontmann der Independent-Band Okkervil River.
Er gründete im Jahr 2001 mit Jonathan Meiburg, ebenfalls Mitglied von Okkervil River, die Band Shearwater, in der er jedoch nicht mehr mitwirkt. Neben seinem Engagement bei Shearwater und Okkervil River schreibt und spielt Sheff viele Songs als Solokünstler, von denen es jedoch erst eine Single-Veröffentlichung gibt. Neben seiner Tätigkeit als Songschreiber und Sänger spielt er Gitarre, Banjo und Harmonika.
Sheff besuchte die Kimball Union Academy, eine Privatschule, und das Macalester College mit Hauptfach Englisch in Saint Paul, Minnesota.
Darüber hinaus wirkte er mit The Mendoza Line am Duett Aspect of an Old Maid mit und spielt auf dem Album Cedarland der Band Palaxy Tracks Klavier. 
Derzeit produziert Will Sheff ein neues Album mit dem Singer/Songwriter Roky Erickson und der Band Birth of Youth.

## Diskografie

### Singles
- Will Sheff Covers Charles Bissell, Charles Bissell Covers Will Sheff (Jagjaguwar, 2008)